# Flesh and Blood
Flesh and Blood (alternativ Fleisch und Blut) ist ein Film aus dem Jahr 1985 von Paul Verhoeven.

## Handlung

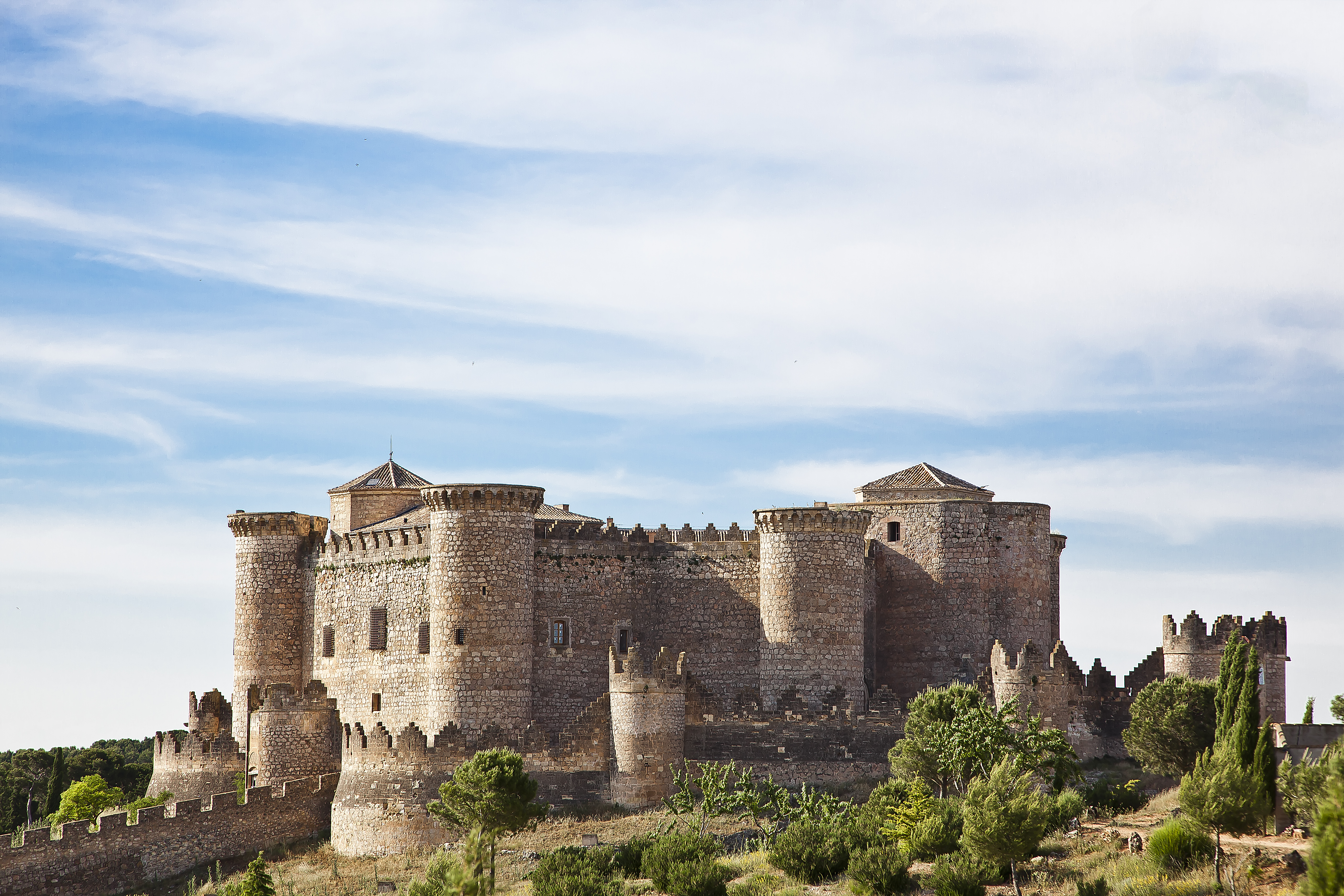
Der Hauptdrehort Castillo de Belmonte

Im Jahr 1501 wird eine italienische Stadt in Abwesenheit ihres rechtmäßigen Herrschers, Arnolfini, durch einen Putsch eingenommen. Arnolfini verspricht einigen Söldnern 24 Stunden Plünderung, wenn es ihnen gelingt, die Stadt zurückzuerobern. Nach der Rückeroberung plündern, vergewaltigen und töten sie alle, die sich ihnen in den Weg stellen. Doch während sie sich amüsieren, beschließt Arnolfini, sie loszuwerden. Captain Hawkwood, der Befehlshaber der Truppen, kümmert sich um eine junge Nonne, die er während der Belagerung versehentlich angegriffen hat. Arnolfini verspricht, sie medizinisch zu versorgen, und Hawkwood führt Arnolfinis Kavallerie an und verrät seinen ehemaligen Leutnant Martin. Arnolfinis Kavallerie vertreibt die Söldner ohne ihre Beute aus der Stadt. Kurz darauf wird Martins Sohn tot geboren. Auf der Beerdigung des Säuglings wird eine Holzstatue des Heiligen Martin von Tours mit Schwert gefunden. Der Kardinal der Söldner sieht darin ein Zeichen Gottes, Martin als ihrem neuen Anführer zu folgen.
Arnolfinis Sohn Steven ist mit Agnes verlobt. Sie treffen sich zum ersten Mal und essen von einer Alraune, um sich auf magische Weise zu verlieben. Dann wird das Gefolge von Martins Bande überfallen und ausgeraubt. Arnolfini wird schwer verletzt. Agnes’ Zofe Kathleen wird in die Brust gestochen und stirbt. Versteckt zwischen ihrer wertvollen Mitgift auf dem Wagen wird Agnes verschleppt. Als Martin später am Abend den Wagen ausräumt, entdeckt er Agnes. Die Männer wollen sie gruppenweise vergewaltigen, aber Martin beschließt, sie selbst zu nehmen. Er vergewaltigt Agnes, während sie ihn zunächst verspottet, aber dann in der Hoffnung seinen Schutz zu erlangen, zu verführen beginnt.
Unterwegs stoßen die Söldner auf eine Burg, auf die die Statue des Hl. Martin auf wundersame Weise mit ihrem Schwert wies. Deren Bewohner waren, ohne es zu wissen, von der Pest infiziert. Mit Agnes’ Hilfe gelingt es die Burg zu erobern. Sie bringt Martin dazu, sich in sie zu verlieben und wirkt auf die anderen Söldner ein, sie zu akzeptieren. Ihr früheres Leben hat sie zum Schein aufgegeben. Unterdessen ist Steven entschlossen, sie zu retten, und wendet sich an Hawkwood. Mittlerweile ist Hawkwood mit Clara, der von ihm verletzten ehemaligen Nonne, verheiratet und will nur ein ruhiges Leben führen. Steven, der ebenso skrupellos wie sein Vater ist, nimmt die Nonne in seine Gewalt, um Hawkwood zu zwingen, mit ihm die Verfolgung Martins militärisch anzuführen. Sie machen Martin und die Söldner ausfindig, aber verfügen nicht über genügend Kräfte, um die Burg zu belagern und einzunehmen. In der Burg fragt Martin Agnes nach ihrer wahren Loyalität. Agnes zeigt sich unverbindlich und deutet an, dass der Gewinner alles bekommt. Draußen breitet sich die Seuche unter Stevens Truppen aus und infiziert Hawkwood.
Steven lässt einen Belagerungsturm bauen, um die Burg zu stürmen. Während Steven die Leitern des Turms erklimmt zerstört Martin den Turm mit Schießpulver. Stevens Soldaten werden getötet und Steven stürzt in den Burghof. Die Söldner nehmen ihn gefangen und fesseln ihn im Innenhof. Agnes tut so, als würde sie den gefangenen Steven misshandeln, und schläft sogar mit Martin in dessen Gegenwart. Unterdessen kuriert sich Hawkwood von der Seuche, mit einer neuen medizinischen Methode, die er über Steven aus arabischen Büchern kennenlernt, indem er die Eiterbeulen an seinem Körper aufschneidet. Alleine kann er die Belagerung nicht fortsetzen, doch bevor er sich aufmacht, Verstärkung zu holen, schleudert er die Stücke eines pestinfizierten Hundes in die Burg. Ein Stück landet in der Nähe des angeketteten Steven, der es in den Brunnen der Burg schleudert. Agnes sieht dies, und Steven überlässt Agnes die Entscheidung, es den Söldnern mitzuteilen oder nicht.
Langsam breitet sich die Pest in der Burg aus, und aus Furcht davor wollen die Söldner die Burg verlassen, doch Martin überredet sie, zu bleiben. Bei der nächsten Mahlzeit beobachtet Agnes, wie sie das infizierte Brunnenwasser trinken. Als Martin zum Trinken ansetzt, schlägt sie ihm den Becher aus der Hand. Schon bald zeigen sich bei den Söldnern Symptome der Pest, es kommt zur Meuterei, und sie werfen Martin in den Brunnen. Wie schon nach der Gefangennahme Stevens tut Agnes so, als würde sie sich an der Misshandlung Martins beteiligen. Hawkwood und Arnolfini haben sich mittlerweile von ihren Wunden erholt und kehren mit einer Armee zurück. In der Burg braucht Steven Martins Schlüssel, um sich von der Halsfessel zu befreien, und Martin braucht Steven, um aus dem Brunnen zu entkommen. Zunächst arbeiten beiden zusammen. Martin wirft den Schlüssel aus den Brunnen, der liegt aber außerhalb der Reichweite des mit der Halskette gefesselten Steven, der hilft Martin, indem es ihm gelingt den Eimer an der Winde in den Brunnen herabzulassen. Als Martin aber die belagernde Armee sieht, ignoriert er Steven und flieht in den Wohnturm. Steven gelingt es sich selbst zu befreien und macht sich im Kampfgetümmel auf die Suche nach Agnes. Während der Kämpfe gerät der Wohnturm in Brand und schon bald sind alle Söldner außer Martin, Polly, Anna und Little John gefallen.
Im brennenden Wohnturm stellt Martin Agnes zur Rede. Sie behauptet ihn zu lieben, aber Martin will sie lieber töten, als sie zu Steven zurückkehren zu lassen. Als Martin Agnes würgt, greift Steven an, doch als gerissener und abgebrühter Söldner überwältigt er Steven. Er versucht Steven im Badezuber zu ertränken, doch Agnes schlägt Martin eine Glasflasche auf den Kopf, woraufhin sie und Steven aus dem brennenden Schloss fliehen. Bei Hawkwood vor der Burg angekommen, schließen sich Agnes und Steven in die Arme. Agnes sieht über Stevens Schultern wie Martin mit einem Sack mit Beute auf der Schulter aus der Burg flieht, doch sie schweigt.

## Kritiken
prisma-online: „Einer der düstersten (möglicherweise auch realistischsten) Filme über das ausgehende Mittelalter: Da wird gemordet, vergewaltigt, geplündert und gebrandschatzt. Nicht nur das Jahrhundert, sondern auch die Gestalten sind sehr dunkel, allen voran Rutger Hauer. Insgesamt ist dies ein ganz hervorragendes, seinerzeit etwas verkanntes Action-Spektakel. Die vollständige Fassung ist allerdings noch besser!“
Das Lexikon des internationalen Films urteilte, der Film sei „ein blutrünstiges „Sex und Crime“-Spektakel, das die Anhäufung von Brutalitäten als naturalistische Bebilderung des dunklen Mittelalters ausgibt.“

## Auszeichnungen
Der Film wurde 1986 für den International Fantasy Film Award in der Kategorie Bester Film nominiert.
1985 gewann Flesh and Blood zwei Goldene Kälber auf dem Nederlands Film Festival in den Kategorien Beste Regie und Bester Film.

## Hintergrund
Der Film war ein finanzieller Misserfolg, seinem Budget von etwa 6,5 Millionen US-Dollar stand ein Einspielergebnis von 100.000 US-Dollar an den Kinokassen gegenüber. Die Filmaufnahmen fanden im Castillo de Belmonte und der Umgebung von Belmonte (Cuenca) in Kastilien-La Mancha, Spanien statt.

## Altersfreigabe
Der Film erhielt im Januar 1987 ungekürzt eine FSK-Freigabe ab 18 Jahren für die Kino-Vorführung, welche im Juni 1987 für die identische VHS-Version übernommen wurde. Im Mai 1989 wurde besagte VHS von der BPJS indiziert. Darauffolgende, ebenfalls unzensierte DVD-Releases wurden mit derselben Freigabe vertrieben.
Im März 2013 wurde „Fleisch und Blut“, nach einem Antrag auf Listenstreichung, wieder vom Index gestrichen. Der Film erhielt daraufhin am 8. Oktober 2013 im Rahmen einer Neuprüfung die Einstufung „Keine Jugendfreigabe“.